# Jason Butler Harner
Pour les articles homonymes, voir Harner.
Jason Butler Harner est un acteur américain né le 9 octobre 1970.

## Filmographie
- 2000 : Trifling with Fate (nl) de Michael Bergmann (en) : un artiste
- 2001 : The 3 Little Wolfs de Joey Craine : Elliot Wolf
- 2002 : Garmento de Michele Maher : Jasper Judson
- 2004 : New York Police Judiciaire (S13, épisode 1)
- 2006 : Raisons d'état de Robert De Niro : un officier
- 2007 : Next de Lee Tamahori : Jeff Baines
- 2006 : New York, unité spéciale (saison 8, épisode 2) :  Greg Hartley
- 2008 : New Orleans, Mon Amour de Michael Almereyda
- 2008 : L'Échange de Clint Eastwood : Gordon Northcott
- 2009 : Possible Side Effects (TV) de Tim Robbins : Simon Hunt
- 2009 : Fringe (série TV) : les frères Steig
- 2009 : L'Attaque du métro 123 de Tony Scott : M.. Thomas
- 2010 : The Extra Man de Shari Springer Berman et Robert Pulcini : Otto
- 2011 : Bulletproof Gangster (Irish Gangster) de Jonathan Hensleigh : Art Sneperger
- 2012 : Alcatraz : E.B Tiller
- 2012 : The Newsroom : Lewis (épisode pilote)
- 2013 : Homeland : Paul Franklin
- 2014 : Non-Stop de Jaume Collet-Serra : Kyle Rice
- 2015 : Hacker (Blackhat) de Michael Mann : Frank
- 2015 : La Famille Fang de Jason Bateman : Caleb Fang jeune
- 2017 - 2018 : Ozark : Roy Petty, agent du FBI
- 2020 : Next (série télé) : Ted Leblanc
- 2022 : The Walking Dead : Toby Carlson
- 2023 : Rabbit Hole : Valence (6 épisodes)

## Voix francophones
En France, Yann Guillemot est la voix la plus régulière de Jason Butler Harner, l'ayant doublé à cinq reprises.